# Dołna Beła reczka
Dołna Beła reczka (bułg. Долна Бела речка) – wieś w Bułgarii, w obwodzie Montana, w gminie Wyrszec. Według danych szacunkowych Ujednoliconego Systemu Ewidencji Ludności oraz Usług Administracyjnych dla Ludności, 15 września 2023 roku miejscowość liczyła 98 mieszkańców.